# سنترویل (جورجیا)
سنترویل، جورجیا (به انگلیسی: Centerville, Georgia) یک شهر در ایالات متحده آمریکا با جمعیت ۷٬۱۴۸ نفر است که در جورجیا واقع شده‌است.

## موقعیت جغرافیایی
موقعیت جغرافیایی شهرها و مناطق اطراف به شرح زیر است: